# C.J. Valleroy
Christopher Jeffrey Valleroy (Oklahoma City, 11 gennaio 1999) è un attore statunitense divenuto celebre per aver interpretato il giovane atleta olimpico Louis Zamperini nel film candidato all'Oscar Unbroken, e per la sua partecipazione da protagonista al cast di Bandito (2014)..

## Biografia
Ha iniziato la carriera di modello e ballerino all'età di 10 anni trasferendosi a Los Angeles in cerca di una carriera nel mondo dello spettacolo. A 14 anni debutta in televisione in un episodio della serie Deadtime Stories. Nel tempo libero si esibisce come ballerino SparKid nelle partite dei Los Angeles Sparks.

## Filmografia
- Unbroken (2014)
- Lumen (Film tv, 2014)
- Bandito (2014)

## Serie tv
- Deadtime Stories (2013)

## Doppiatori italiani
- Leonardo Caneva in Bull